# گورستان توجیک
قبرستان توجیک مربوط به سده‌های متاخر دوران‌های تاریخی پس از اسلام است و در شهرستان کنارک، بخش زرآباد، دهستان شرقی، ۱ کیلومتری شمال روستای توجیک واقع شده و این اثر در تاریخ ۲۶ اسفند ۱۳۸۷ با شمارهٔ ثبت ۲۵۸۷۵ به‌عنوان یکی از آثار ملی ایران به ثبت رسیده است.